# Stadion na Faji
Stadion na Faji – nieistniejący już wielofunkcyjny stadion w Boguminie, w Czechach. Istniał w latach 1956–2012. Mógł pomieścić 3000 widzów. Swoje spotkania rozgrywali na nim piłkarze klubu TJ Bohumín.
Stadion „na Faji” w Boguminie został otwarty 5 sierpnia 1956 roku. Obiekt przez lata gościł występy piłkarzy klubu TJ Bohumín (na przestrzeni lat pod różnymi nazwami, od 2006 roku po połączeniu z FC Sokol Rapid Skřečoň jako FK Bohumín), w tym na drugim szczeblu rozgrywek piłkarskich w Czechosłowacji, a po podziale tego kraju przez dwa pierwsze sezony również w II lidze czeskiej. W późniejszym czasie klub z Bogumina przeniósł się jednak na boisko „za parkem” (od 2016 roku Fotbalový areál Pavla Srníčka), położone obok hali hokejowej (Zimní stadion). Stadion na Faji służył jeszcze przez jakiś czas jako boisko treningowe, pod koniec 2012 roku rozpoczęła się jego rozbiórka. Pod koniec 2014 roku w ramach akcji tworzenia w mieście nowych zielonych przestrzeni na terenie byłego stadionu posadzono prawie 200 drzew i 600 krzewów. Powstał także prowizoryczny tor do kolarstwa przełajowego, rozbudowany trzy lata później kiedy to tuż obok dawnego stadionu powstał również skatepark.